# Robert Adjiet
Robert Adjiet (Paramaribo, 1970) is jurist en schrijver. Hij was gedurende een periode van ruim 20 jaar advocaat en schreef zijn eerste boek in 2021.

## Biografie
Robert Adjiet werd in 1970 geboren in Paramaribo in Suriname als zoon van een Hindoestaanse moeder, Bismila Cornelia Alimahomed, en een Chinese vader. Via kindertehuis Samuëls werd hij geadopteerd door Nanko Johannes van Dijk en Andrea Christina Roos. Dit Nederlandse kunstenaars- en onderwijsgezin waren eind jaren 1960 vanuit Amsterdam naar Suriname verhuisd en woonde aanvankelijk aan de Coesewijnestraat in Paramaribo. Halverwege de jaren zeventig remigreerde het toen vijf leden tellende gezin en vestigde zich in Nederland en uiteindelijk in Friesland, waar de ‘roots’ van beide ouders liggen.
Een belangrijk deel van zijn jeugd groeide Robert op in het Friese platteland. Hij doorliep het atheneum aan het Lauwers College te Buitenpost (gemeente Achtkarspelen). Eind jaren tachtig verhuisde hij naar Groningen en studeerde daar rechten aan de faculteit der rechtsgeleerdheid van de Rijksuniversiteit Groningen. Robert was vervolgens bijna een kwart eeuw werkzaam als advocaat in de Randstad.

## Carrière als schrijver
In 2021 schreef Robert Adjiet het boek D’ Heerlijckheid Harlinghen. In het boek zijn verhalen gebundeld over de enige Friese zeehavenstad: Harlingen. Het is een historisch romantisch document met essayistische kenmerken. Ieder verhaal wordt afgesloten met poëzie waardoor het onderwerp een extra gelaagd is.
Een jaar later, in 2022, schreef Robert de korte historische novelle De Tobbedanser. Harlingers worden 'ouwe seunen' en 'tobbedansers' genoemd. Het televisieprogramma Te land, ter zee en in de lucht ging met de naam Tobbedansen aan de haal. In zijn boek vertelt Robert Adjiet het verhaal van de tobbedansers van Harlingen.
Uitgever Steven Sterk en filosoof en uitgever Erno Eskens van uitgeverij Noordboek publiceerden het boek Van de Vrijheid en de Fries, dat Robert Adjiet in 2024 schreef. Op een essayistische manier onderzoekt Robert de inhoud van het begrip vrijheid in het algemeen en de Friese Vrijheid in het bijzonder. Het boek bevat vele historische verhalen en anekdotes, afgewisseld met filosofische en sociaal culturele beschouwingen rondom het thema Vrijheid en Friezen. 